# Durfort (Tarn)
Durfort é uma comuna francesa na região administrativa de Occitânia, no departamento de Tarn. Estende-se por uma área de 4,54 km². Em 2010 a comuna tinha 247 habitantes (densidade: 54,4 hab./km²).